# Tillandsia helmutii
Tillandsia helmutii är en gräsväxtart som beskrevs av Lieselotte Hromadnik. Tillandsia helmutii ingår i släktet Tillandsia och familjen Bromeliaceae. Inga underarter finns listade i Catalogue of Life.